# UFC 248
UFC 248: Adesanya vs. Romero è stato un evento di arti marziali miste tenuto dalla Ultimate Fighting Championship il 7 marzo 2020 alla T-Mobile Arena di Las Vegas, negli Stati Uniti.

## Risultati
|                                        | Divisione             |                     |                 |                       | Metodo                                      | Round           | Tempo           | Premio          |
| Card Principale                        | Card Principale       | Card Principale     | Card Principale | Card Principale       | Card Principale                             | Card Principale | Card Principale | Card Principale |
| -------------------------------------- | --------------------- | ------------------- | --------------- | --------------------- | ------------------------------------------- | --------------- | --------------- | --------------- |
| Sfida valida per il titolo di campione | Pesi medi             | Israel Adesanya (c) | batte           | Yoel Romero           | Decisione unanime (48–47, 48–47, 49–46)     | 5               | 5:00            |                 |
| Sfida valida per il titolo di campione | Pesi paglia femminili | Zhang Weili (c)     | batte           | Joanna Jędrzejczyk    | Decisione non unanime (48–47, 47–48, 48–47) | 5               | 5:00            | FOTN            |
|                                        | Pesi leggeri          | Beneil Dariush      | batte           | Drakkar Klose         | KO (pugno)                                  | 2               | 1:00            | POTN            |
|                                        | Pesi welter           | Neil Magny          | batte           | Li Jingliang          | Decisione unanime (30–27, 30–27, 30–27)     | 3               | 5:00            |                 |
|                                        | Pesi welter           | Alex Oliveira       | batte           | Max Griffin           | Decisione non unanime (28–29, 29–28, 29–28) | 3               | 5:00            |                 |
| Card Preliminare (ESPN)                |                       |                     |                 |                       |                                             |                 |                 |                 |
|                                        | Pesi gallo            | Sean O'Malley       | batte           | José Alberto Quiñónez | KO tecnico (calcio alla testa e pugni)      | 1               | 2:02            | POTN            |
|                                        | Pesi leggeri          | Mark Madsen         | batte           | Austin Hubbard        | Decisione unanime (29–28, 29–28, 29–28)     | 3               | 5:00            |                 |
|                                        | Pesi medi             | Rodolfo Vieira      | batte           | Saparbek Safarov      | Sottomissione (arm-triangle choke)          | 1               | 2:58            |                 |
|                                        | Pesi medi             | Gerald Meerschaert  | batte           | Deron Winn            | Sottomissione (rear-naked choke)            | 3               | 2:13            |                 |
| Card Preliminare (UFC Fight Pass)      |                       |                     |                 |                       |                                             |                 |                 |                 |
|                                        | Pesi piuma            | Giga Chikadze       | batte           | Jamall Emmers         | Decisione non unanime (29–28, 28–29, 29–28) | 3               | 5:00            |                 |
|                                        | Pesi gallo            | Danaa Batgerel      | batte           | Guido Cannetti        | KO (pugni)                                  | 1               | 3:01            |                 |

## Premi
I lottatori premiati ricevettero un bonus di 50.000 dollari.
Legenda:
- FOTN: Fight of the Night (vengono premiati entrambi gli atleti per il miglior incontro dell'evento)
- POTN: Performance of the Night (viene premiato il vincitore per la migliore performance dell'evento)